# Juan Díaz Hidalgo
Juan Díaz Hidalgo (España Siglo XVI) fue un conquistador español. Fue alcalde de Bogotá y gobernador de Quito.

## Biografía
Fue un caballero español y conquistador de los Panches con Hernando Venegas. Concurrió a la fundación de Tocaima,  en 1535 fue gobernador o regidor de Quito, fue alcalde de Bogotá en 1542.